# Bembecia scopigera
Bembecia scopigera is een vlinder uit de familie wespvlinders (Sesiidae), onderfamilie Sesiinae.
Bembecia scopigera is voor het eerst wetenschappelijk beschreven door Scopoli in 1763. De soort komt voor in het Palearctisch gebied.